# Best Bakery - La migliore pasticceria d'Italia
Best Bakery - La migliore pasticceria d'Italia è un programma televisivo italiano di cucina basato sul format britannico intitolato Britain's Best Bakery, prodotto da Sky Italia e trasmesso su TV8 dal 12 marzo al 25 aprile 2018 e successivamente su Sky Uno dal 7 gennaio 2020 col titolo Best Bakery.

## Il programma
Il programma è un cooking talent in cui, nel corso di sei settimane, 72 pasticcerie italiane si danno battaglia per vincere il titolo di migliore pasticceria d'Italia, da proclamare nel corso di una puntata in prima serata.
A giudicare i dolci preparati dai pasticcieri in gara, nella prima stagione vi sono lo spagnolo Paco Torreblanca e il belga Alexandre Bourdeaux, sostituiti nella seconda edizione dagli italiani Alessandro Servida e Andreas Acherer.

## Meccanismo

### Prima stagione
In ogni città, si sfidano tre pasticcerie al giorno, poi, i vincitori di ciascuna puntata si affrontano nella sfida finale in cui viene stabilita la pasticceria vincitrice della città, che si qualifica per la finalissima nazionale.
La sfida quotidiana si svolge in tre round:
- La prima impressione: in cui i giudici fanno visita alla pasticceria e i concorrenti presentano loro una selezione dei prodotti che più li rappresenta. Al termine della prova, i giudici daranno un voto all’aspetto del locale da 1 a 10 basandosi sulla prima impressione che hanno avuto e sull’accoglienza ricevuta;
- La specialità: in cui i concorrenti preparano la specialità della loro pasticceria, e a cui i giudici assegneranno un voto una volta terminata la prova.
- Il dolce della sfida: dove i concorrenti in due ore devono preparare un dolce con un elemento misterioso scelto dai giudici. Al termine della prova viene decretato il vincitore di puntata che si qualifica alla semifinale cittadina.

Nella finale cittadina, le quattro pasticcerie vincitrici si contenderanno il titolo di migliore pasticceria della città in due round:
- La piccola pasticceria: in cui i concorrenti devono preparare dei dolci di piccola pasticceria come: cabaret di paste, biscotti secchi o dolci al bicchiere in due ore. Al termine di questo round, le due migliori pasticcerie in gara accedono al secondo round.
- La torta dei giudici: dove Paco Torreblanca e Alexandre Bourdeaux preparano una loro torta, e i pasticceri in gara devono rifarla a modo loro, utilizzando gli stessi ingredienti base in due ore. Al termine della prova, verrà decretata la coppia vincitrice di puntata che accederà direttamente alla finalissima nazionale per conquistare il titolo di Best Bakery italiana.

Nella finale nazionale ci sono tre round:
- Le 6 pasticcerie finaliste dovranno preparare una torta di compleanno: ospiti d’eccezione saranno dei bambini che avranno anche un ruolo determinante nel voto: la torta che sarà più di loro gradimento si aggiudicherà 5 punti in più, mentre la pasticceria che avrà accumulato meno voti tra giudizio dei bambini e giudici dovrà abbandonare la competizione;
- Le 5 pasticcerie rimaste in gara dovranno creare un cioccolatino speciale e presentarlo all’interno di un’installazione anch’essa di cioccolato particolare e straordinaria. Ad attenderli un nuovo giudizio e una nuova eliminazione;
- Le 4 pasticcerie rimaste in gara dovranno preparare una torta nuziale da sogno. Alle 4 pasticcerie che hanno avuto accesso alla fase finale della puntata, vengono associate 4 coppie di futuri sposi che commissionano la torta che vorrebbero per il loro giorno speciale. Una sfida contro il tempo per soddisfare le richieste per nulla scontate delle 4 coppie. Alla fine della prova, a insindacabile giudizio dei giudici, sarà eletta la prima Best Bakery d’Italia.

### Seconda stagione
Nella seconda stagione, che vede la conduzione affidata agli chef Alessandro Servida e Andreas Acherer, il format subisce una sostanziale modifica: sparisce infatti la manche finale tra le quattro vincitrici cittadine. Per ogni città, infatti, supera il turno la pasticceria che ha ottenuto più punti.

## Edizioni

### Riepilogo delle edizioni
| Edizione | Numero puntate | Data d'inizio  | Fine           | Rete    |
| -------- | -------------- | -------------- | -------------- | ------- |
| Prima    | 31             | 12 marzo 2018  | 25 aprile 2018 | TV8     |
| Seconda  | 22             | 7 gennaio 2020 | 17 marzo 2020  | Sky Uno |

#### Prima edizione (2018)
La prima edizione del programma è andata in onda, dal 12 marzo al 25 aprile 2018 alle 18:30 e poi con l’ultima puntata andata in onda in prima serata, in prima visione su TV8. Quest'edizione è stata vinta dalla pasticceria Alfa di Palermo.
| Puntata                        | Messa in onda  | Pasticceria 1             | Pasticceria 2          | Pasticceria 3             | Pasticceria 4     | Pasticceria 5 | Pasticceria 6 | Pasticceria Vincitrice | Città   |
| ------------------------------ | -------------- | ------------------------- | ---------------------- | ------------------------- | ----------------- | ------------- | ------------- | ---------------------- | ------- |
| Prima                          | 12 marzo 2018  | Mabanuby                  | I Dolci Namura         | Angela                    | -                 | -             | -             | Mabanuby               | Milano  |
| Seconda                        | 13 marzo 2018  | Panzera                   | Di Viole Di Liquirizia | Loria                     | -                 | -             | -             | Panzera                | Milano  |
| Terza                          | 14 marzo 2018  | Viscontea                 | Pan Per Me             | Cakes                     | -                 | -             | -             | Cakes                  | Milano  |
| Quarta                         | 15 marzo 2018  | Baunilla                  | Galdina                | L'Ile Douce               | -                 | -             | -             | L'Ile Douce            | Milano  |
| Quinta Finale Milano           | 16 marzo 2018  | Mabanuby                  | Panzera                | Cakes                     | L'Ile Douce       | -             | -             | L'Ile Douce            | Milano  |
| Sesta                          | 19 marzo 2018  | Medico                    | Dezzutto               | Torteria Berlicabarbis    | -                 | -             | -             | Torteria Berlicabarbis | Torino  |
| Settima                        | 20 marzo 2018  | Casa Fedora               | Miss Cake              | Scalenghe                 | -                 | -             | -             | Scalenghe              | Torino  |
| Ottava                         | 21 marzo 2018  | Sabauda                   | Elliè                  | La Bombonera              | -                 | -             | -             | Elliè                  | Torino  |
| Nona                           | 22 marzo 2018  | Zuccarello                | Pastepartout           | Orsucci                   | -                 | -             | -             | Zuccarello             | Torino  |
| Decima Finale Torino           | 23 marzo 2018  | Torteria Berlicabarbis    | Scalenghe              | Elliè                     | Zuccarello        | -             | -             | Zuccarello             | Torino  |
| Undicesima                     | 26 marzo 2018  | Cantiani                  | Vanni                  | La Fiorentina             | -                 | -             | -             | Vanni                  | Roma    |
| Dodicesima                     | 27 marzo 2018  | Pompi                     | Le Levain              | Grezzo Raw Chocolat       | -                 | -             | -             | Le Levain              | Roma    |
| Tredicesima                    | 28 marzo 2018  | Napoleoni                 | Rugiati                | Kosher Cakes              | -                 | -             | -             | Napoleoni              | Roma    |
| Quattordicesima                | 29 marzo 2018  | Barberini                 | Amelie                 | Madeleine                 | -                 | -             | -             | Barberini              | Roma    |
| Quindicesima Finale Roma       | 30 marzo 2018  | Vanni                     | Le Levain              | Napoleoni                 | Barberini         | -             | -             | Le Levain              | Roma    |
| Sedicesima                     | 2 aprile 2018  | Di Costanzo               | Mignone                | Casertano                 | -                 | -             | -             | Di Costanzo            | Napoli  |
| Diciassettesima                | 3 aprile 2018  | Gran Cafè Gambrinus       | Birdy's Bakery         | Mazzaro                   | -                 | -             | -             | Gran Cafè Gambrinus    | Napoli  |
| Diciottesima                   | 4 aprile 2018  | Varriale                  | Liccardo               | Colotti                   | -                 | -             | -             | Varriale               | Napoli  |
| Diciannovesima                 | 5 aprile 2018  | Bellavia                  | Capparelli             | Cuori di Sfogliatella     | -                 | -             | -             | Capparelli             | Napoli  |
| Ventesima Finale Napoli        | 6 aprile 2018  | Di Costanzo               | Gran Cafè Gambrinus    | Varriale                  | Capparelli        | -             | -             | Varriale               | Napoli  |
| Ventunesima                    | 9 aprile 2018  | Da Josè                   | Sampolo                | Alfa                      | -                 | -             | -             | Alfa                   | Palermo |
| Ventiduesima                   | 10 aprile 2018 | Scimone                   | Amato Carmelo          | San Michele               | -                 | -             | -             | Scimone                | Palermo |
| Ventitreesima                  | 11 aprile 2018 | Chantilly                 | Stancapiano            | Massaro                   | -                 | -             | -             | Stancapiano            | Palermo |
| Ventiquattresima               | 12 aprile 2018 | Agorà                     | Bondì                  | Nonn'ange Bakery & Coffee | -                 | -             | -             | Bondì                  | Palermo |
| Venticinquesima Finale Palermo | 13 aprile 2018 | Alfa                      | Scimone                | Stancapiano               | Bondì             | -             | -             | Alfa                   | Palermo |
| Ventiseiesima                  | 16 aprile 2018 | I Dolci di Nonna Vincenza | Da Ernesto             | Savia                     | -                 | -             | -             | Da Ernesto             | Catania |
| Ventisettesima                 | 17 aprile 2018 | Bisou Bakery              | Cake Amore di Zucchero | Blanc à manger            | -                 | -             | -             | Blanc à manger         | Catania |
| Ventottesima                   | 18 aprile 2018 | Aiello                    | Torte Storte           | Francalanza               | -                 | -             | -             | Aiello                 | Catania |
| Ventinovesima                  | 19 aprile 2018 | Cafè Sauvage              | Falsaperla             | Cafè Saint Honoré         | -                 | -             | -             | Cafè Saint Honoré      | Catania |
| Trentesima Finale Catania      | 20 aprile 2018 | Da Ernesto                | Blanc à manger         | Aiello                    | Cafè Saint Honoré | -             | -             | Aiello                 | Catania |
| Trenunesima                    | 25 aprile 2018 | L'Ile Douce               | Zuccarello             | Le Levain                 | Varriale          | Alfa          | Aiello        | Alfa                   | Pavia   |

#### Seconda edizione (2020)
La seconda edizione è stata vinta dalla pasticceria Citterio di Canzo (CO).